# Kẽm iodide
Kẽm iodide là một hợp chất hóa học vô cơ của kẽm và iod có công thức ZnI2. Nó là chất rắn dạng khan có màu trắng và dễ dàng hấp thụ nước từ bầu khí quyển.

## Điều chế
Thông thường chúng ta có thể được điều chế ZnI2 bằng phản ứng trực tiếp của kẽm và iod trong ethanol, hoặc bằng cách phản ứng kẽm với iod trong dung dịch nước:
Zn + I2 → ZnI2

## Tính chất
Ở 1150 ℃, kẽm iodide bị phân tách thành kẽm và iod. Trong dung dịch nước, các nhà khoa học đã phát hiện được các dạng bát diện Zn(H2O)62+, [ZnI(H2O)5]+ và tứ diện ZnI2(H2O)2, ZnI3(H2O)− và ZnI42−.
Cấu trúc của tinh thể ZnI2 khá bất thường và trong khi các nguyên tử kẽm có phối trí tứ diện, như trong ZnCl2, các nhóm của bốn tứ diện này chia sẻ ba đỉnh để tạo thành "siêu tứ diện" của thành phần Zn4I10, được liên kết bởi các đỉnh của chúng để hình thành một cấu trúc ba chiều . Những "siêu tứ diện" này tương tự như cấu trúc P4O10. Phân tử Zn2 là tuyến tính như được tiên đoán bởi lý thuyết VSEPR với độ dài liên kết Zn–I là 238 pm.

## Ứng dụng
- Kẽm iodide thường được sử dụng như là chất cản quang tia x quang trong chụp X quang.[5][6]
- Bằng sáng chế của Hoa Kỳ 4,109,065[7] mô tả một pin dung dịch kẽm halogen có thể nạp lại, bao gồm một dung dịch nước chứa muối kẽm được lựa chọn từ lớp kẽm bromide, kẽm iodide, và các hỗn hợp của chúng, trong cả hai ngăn điện cực dương và âm.
- Kết hợp với osmi tetroxit, ZnI2 được sử dụng như một loại thuốc nhuộm màu trong kính hiển vi điện tử[8].

## Hợp chất khác
ZnI2 còn tạo một số hợp chất với NH3, như ZnI2·4NH3 là tinh thể trắng.
ZnI2 còn tạo một số hợp chất với N2H4, như ZnI2·2N2H4·2H2O là tinh thể lập phương nhỏ màu nâu, tan trong axit khoáng, không tan trong benzen và aceton, D20 ℃ = 3,5347 g/cm³.
ZnI2 còn tạo một số hợp chất với CO(NH2)2, như ZnI2·2CO(NH2)2 là tinh thể không màu, D = 2,71 g/cm³ hay ZnI2·10CO(NH2)2 là tinh thể vàng nhạt.
ZnI2 còn tạo một số hợp chất với CS(NH2)2, như ZnI2·2CS(NH2)2 là tinh thể trắng, D = 2,686 g/cm³.